# Shu-bi-dua
Shu-bi-dua, på gruppens albumcovere skrevet Shu•bi•dua, var en dansk pop-rock-gruppe, der eksisterede fra 1973 til 2011. Gennem tiden udgav de 18 studiealbummer og en række livealbummer og opsamlinger. Gruppen havde gennem sin historie en skiftende medlemsskare, hvor forsanger Michael Bundesen, på nær en kort periode i 1980'erne, var gennemgående figur.
Deres album Shu-bi-dua 4 fra 1977 gav dem deres folkelige gennembrud og igangsatte en storhedstid, som varede indtil Bundesen forlod gruppen i 1984. Efter forsangeren var tilbage i bandet udgav de Shu-bi-dua 12, og fra 1992 igangsattes en ny storhedstid, der varede i nogle år. Gruppen forblev dog populær ved koncerter, og de turnerede hvert år.
Bandet stoppede sit virke i 2011, fordi Bundesen fik en blodprop. En del af gruppen er fortsat som Hardinger Band, som spiller gruppens numre. Den 25. september 2015 havde musicalen Shu-bi-dua - The Musical urpremiere på Fredericia Teater.
Blandt deres mest populære sange er "Hvalborg", "Sexchikane", der også modtog en Dansk Grammy, "Vuffeli-vov", "Danmark", "Den røde tråd", "Fed rock", "Stærk tobak" og deres udgave af Holger Drachmanns "Midsommervisen", kaldet "Midsommersangen", som mange steder synges sammen med eller sågar i stedet for den oprindelige version til sankthans. De har optrådt utallige gange, men blev i de senere år især forbundet med Fredagsrock på Plænen i Tivoli. Under deres koncerter havde publikum for vane at smide kiks efter bandet under sangen "Hvalborg".
Shu-bi-dua solgte sammenlagt over seks millioner albummer, hvilket placerer dem blandt de bedst sælgende navne i Danmark nogensinde. Shu-bi-dua 4 fra 1977 er med over 500.000 solgte eksemplarer blandt de bedst sælgende danske albummer nogensinde. Tre af bandets albummer har været det bedst sælgende i det respektive udgivelsesår. I 2013 modtog gruppen Danish Music Awards Ærespris, og de er blevet kaldt en "institution i dansk rock- og pophistorie".

## Historie

### Opstart (1973)
Medlemmerne af Shu-bi-dua havde medvirket i andre konstellationer inden gruppen blev dannet. Bundesen havde en kort overgang medvirket i folketrioen Quacks fra 1967, med hvem han havde udgivet to singler og et album i 1968, inden han forlod gruppen igen i 1969. Guitaristerne Michael Hardinger og Paul Meyendorff, trommeslageren Bosse Hall Christensen og bassisten Niels Grønbech spillede i en gruppe, der gik under navnet Passport med Hardinger som forsanger. Gruppen udsendte i starten af 1973 singlen "Tomorrow/Everything's Wrong" på den danske afdeling af pladeselskabet BASF. "Tomorrow" blev beskrevet som et "engelsk up-tempo rock'n'roll-nummer, og det nåede ind på den danske singlehitliste i to uger ved, at gruppen fik deres venner og familie til at sende postkort ind til radioen for at stemme på sangen, som var den måde, hitlisten fungerede på dette tidspunkt. Singlen flyttede dog ikke noget videre for bandet.
Bundesen var gennem sin kærestes onkel kommet til stemmeprøve hos Danmarks Radio i 1971 og havde fået et fritidsjob som radiospeaker ved siden af sine universitetsstudier på jura. Han mødte Michael Hardinger i Radiohuset på Rosenørns Allé, hvor de faldt i snak. Sammen med sin gode ven Jens Tage Nielsen havde Bundesen skrevet teksten til "Fed Rock", som var baseret på Elvis Presleys sang "Jailhouse Rock", der oprindelig var skrevet af Jerry Leiber og Mike Stoller. Bundesen havde dog ikke talt takterne korrekt, og der var derfor kommet en ekstra takt med i melodien.
Bundesen spurgte radioværten Benny G. Jensen om, hvorvidt han kunne bruge sangen til programmet Åbent Hus søndag eftermiddag. Dette godkendte Jensen, da programmet indeholdt forskellige former for satire, og det førte til, at Bundesen og Nielsen, sammen med Passport, indspillede sangen. Den blev indspillet i stuen på P. Carl Petersens Kollegium i Skovshoved, hvor Bundesen og Nielsen boede. Gruppen medbragte hver deres instrumenter og stillede op i stuen med forstærkere og andet udstyr, der skulle til for indspilningen. Bosse Hall Christensen måtte flyttes ud i køkkenet, da hans trommer overdøvede for meget. Bundesens ven, Michael Elo, havde en firespors-båndoptager, som de optog sangen på. Som følge af den ekstra takt i melodien i forhold til "Jailhouse Rock" var det ekstra svært for Christensen at lære at spille den. De øvrige beboere brokkede sig og larmede med vilje, således at lyden fra en støvsuger kunne høres i baggrunden af den oprindelige indspilning.
Efter sangen blev spillet i radioen modtog de masser af henvendelser fra lyttere, som havde hørt den. Blandt dem var Per Stan fra pladeselskabet Polydor, der fik lavet en aftale med gruppen, således at de kunne få den indspillet professionelt og udgivet som single. Indspilningen foregik i Rosenberg-studiet i København NV med Freddy Hansson som lydtekniker.
Passport havde ment, at deres gennembrud ville komme på engelsk, så da de for sjov indsendte "Fed rock" til satireprogrammet Åbent Hus, fandt de på navnet Shu-bi-dua efter koret på nummeret, der lyder "Shubidua, shubidua", inspireret af gruppen Sha Na Na. De havde også haft andre navne i spil, blandt andet Rock-Robert og Robotterne, som var lige ved at blive deres navn, indtil Bundesen nedlagde veto mod det. Under det nye navn udsendte de singlen "Fed rock"/"Tynd blues", inden gruppen igen som Passport udsendte singlen "Change of the Guard/Highway of Living". Denne gang var det med Bundesen og Nielsen som medlemmer.
"Fed rock" kom på Dansktop-hitlisten i to uger i 1973, med en 8. plads som bedste placering. Bandet fik nummeret i top 10 på listen ved at udstyre familie, venner og bekendte med postkort, så de kunne skrive ind til Dansktoppen og få det til at se ud som om, at det var mange forskellige personer fra hele landet, der stemte. Lige efter den var røget ud af hitlisten, kom den ind på Danmarks Radios Top 30, som den daværende salgsliste hed, og den toppede som nummer 14.
Efter udgivelsen var Hardinger taget til Italien for at arbejde som destinationschef for svenske Club 33 i Rimini i den tro, at det var dét for nu, men da singlen blev en succes blev han kontaktet og bedt om at komme tilbage til Danmark, så de kunne indspille et helt album under navnet Shu-bi-dua.

### Tidlige år (1973 – 1975)
Gruppen udsendte "Stærk tobak", der var baseret på The Beatles' udgave af nummeret "Twist and Shout," i efteråret 1973 og kort tid efter "Rap jul" baseret på White Christmas af Bing Crosby, selvom deres producer, Per Stan, havde sagt, at "Man kan ikke udsende to singler så tæt på hinanden". Alligevel nåede "Stærk Tobak" nummer 8 på singlehitlisten, og ugen inden juleaften nåede "Rap jul" nummer 4. Den 9. marts 1974 blev Shu-bi-dua booket til en dobbeltkoncert med Gasolin' i Slagelse, men Gasolin' – der havde udgivet Gasolin' 3 i november året inden – var dog hovednavnet. Da Shu-bi-dua på dette tidspunkt kun havde udgivet tre sange, fik de hurtigt skrevet nogle flere danske undersættelser af kendte engelske sange, hvilket bl.a. talte "Kylling med softice" (Roberta Flacks "Killing Me Softly"), "Lulu rocken går" (Chuck Berrys "Johnny B. Goode") og "Står på en alpetop" (Seals and Crofts "Standin' On a Mountain"), som de optrådte med for første gang ved denne koncert. Som "Shu-bi-dua" fik gruppen hurtigt succes, og navnet Passport blev droppet helt.
I april 1974 udsendte de deres første album kaldet Shu-bi-dua. Albummet solgte hurtigt 20.000 eksemplarer, og i en periode i foråret var det landets tredjemest sælgende album. Efter indspilningen af det første album forlod Paul Meyendorff gruppen for at fokusere på sin karriere som skibsreder i Canada, og han blev erstattet af Claus Asmussen, der havde været tekniker på det første album. På Shu-bi-dua 2 var han med studiemusiker, men under opløbet til Shu-bi-dua 3 spurgte gruppen Asmussen, om han ville være med i Shu-bi-dua, hvilket han takkede ja til.
På grund af den store succes med den første plade, besluttede Shu-bi-dua at lave en opfølger, der slet og ret kom til at hedde Shu-bi-dua 2. De to første albummer var især kendetegnet af at indeholde musikalske undersættelser af engelsksprogede rockklassikere, bl.a. "Sagnet om regnormen Kurt og Arken i Parken". Allerede ved det første album var der diskussioner om, hvorvidt gruppen skulle udarbejde sit eget musik, som især Hardinger var repræsentant for. Nummeret "Hva' ka' man få for en ti'er" blev gruppens første rent selvskrevne komposition. Shu-bi-dua 2 nåede førstepladsen af DR's blandede album- og singlehitliste for mest solgte udgivelser og holdt denne plads i fem uger.

### Folkeligt gennembrud med egne kompositioner (1976 – 1980)
På Shu-bi-dua 3 (1976) var der bl.a. hittene "Tryk på" (Elvis Presleys "Rock-A-Hula Baby") og "Hvalborg". Pladen var den første, som bandet selv producerede. Per Stan var dermed ikke længere inde over bandets produktioner. Gennembruddet i denne proces kom på 3'eren med "Hvalborg". Under liveoptrædener med sangen "Hvalborg" blev det siden hen en tradition at publikum kastede kiks op på scenen under linjen "Og jeg fodrede dig med skidtfisk / Og kiks jeg havde i lommen". Både "Tryk på" og "Knald i låget" opnåede placeringer på hitlisterne; førstnævnte nåede førstepladsen på Tipparaden i to uger,  og sidstnævnte nåede andenpladsen på Dansktoppen i sammenlagt fire uger. Shu-bi-dua 3 debuterede som nummer 8 på hitlisten og nåede efter nogle uger op på andenpladsen kun overgået af ABBAs Greatest Hits. Albummet solgte 203.000 eksemplarer.
I juli 1977 udkom Shu-bi-dua 4. Det var bl.a. på denne plade, at numre som "Vuffeli-vov", "McArine", "Sommergryder", "Basuner og engle" og "Nappa og nylon" var at finde. Det var bandets første plade med fuldstændigt eget indhold. Særligt "Vuffeli-vov" havde været omstridt i gruppen, og den var oprindeligt blevet skrevet til Shu-bi-dua 3 af Hardinger, efter han havde fået en ny hund. Bosse Hall Christensen havde dog nedlagt veto mod sangen og sagt, at "Jeg brækker mig på gulvet", da han hørte den. Da andet vers var blevet omskrevet til at handle om Christensens hund, når den var på værtshus med sin ejer, var Christensen dog gået med til at få den med på 4'eren. Albummet blev Shu-bi-duas største kommercielle succes, og det har siden solgt over 500.000 eksemplarer. Den overtog rekorden for bedst sælgende danske album fra Gasolin's Gas 5 (1975). For at øge salget af deres studiealbummer valgte gruppen at undlade at udgive singler fra Shu-bi-dua 3 og frem til 1982 med Shu-bi-dua 7 og Shu-bi-dua 8, således at deres populære sange ikke kunne købes enkeltvis.
Albummet igangsatte gruppens absolutte storhedstid, som varede til starten af 1980'erne. 4'erens store succes trak de tre foregående albummer op og øgede deres salgstal betragteligt. En overgang lå gruppen på de første fire pladser på albumhitlisten med deres fire første albummer. Grønbech var blevet færdig som ingeniør og havde fået et job i FLSmidth, der krævede, at han tog to år til Polen, og han måtte derfor forlade bandet i foråret 1977. Hardinger foreslog at spørge bassisten Kim Daugaard, der havde medvirket på Hardingers soloalbum Do It My Way, som var blevet udgivet tidligere samme år. Efter præsentationen af Daugaard fandt bandet, at han passede godt ind i gruppen både menneskeligt og socialt, og han blev medlem.
Gruppens femte albums, 78'eren, udkom i 1978. Albummets titel refererede dels til årstallet, hvori albummet blev udgivet, dels til ældre lakplader, som blev kaldt 78'ere. Ifølge Christensen var 78'eren således "det svageste Shu-bi-dua album, som jeg har været med til at skabe", og salget af eksemplarer var lavere end ved de foregående albumudgivelser. På trods af dette, så var det med albummerne 78'eren (1978), Shu-bi-dua 6 (1979) og Shu-bi-dua 7 (1980), at Shu-bi-dua leverede en lang række populære melodier som bl.a. talte numre som "Den røde tråd", "Danmark", "Knuden", "Rom & cola", "Minus til plus", "Midsommersangen" og "Den himmelblå". Shu-bi-dua 6 var ifølge Christensen det mest harmoniske album, bandet hidtil havde produceret, og teksterne var mere revyinspirerede og mindre pågående. Derimod var "det umiddelbare, det drengerøvede og det fandenivoldske blevet ofret". Det 6. studiealbum solgte over 50.000 eksemplarer i forsalg, 100.000 eksemplarer i de første to uger, og efter seks uger havde albummet solgt over 240.000 eksemplarer, og det blev det mest solgte album i 1979.
"Midsommersangen" fra 7'eren blev skrevet af gruppen, da journalisten Kirsten Jacobsen fra DR-programmet Kanal 22 havde fået den ide at få et moderne band til at komponere en ny og mere folkelig melodi, idet den gamle var vanskelig at synge. Normalt skrev gruppen først melodien og herefter teksten, men i dette tilfælde var teksten givet på forhånd.
Den 28. august 1978 spillede Shu-bi-dua som hovednavn i Københavns Idrætspark som det andet danske band – efter Gasolin' – der havde gjort dette. Deres optræden blev optaget og udgivet under navnet Leif i Parken.
I slutningen af 1970'erne og starten af 1980'erne spillede gruppen omkring 100 koncerter om året. I 1979-1980 havde gruppen indspillet en parodi på tv-serien Matador kaldet Metadon, som blev vist mellem første og anden akt af deres koncerter. Den blev instrueret af Ole Roos, og DR blev så begejstrede for produktionen, at de viste den i bedste sendetid, mens bandet var på turné. Efter Shu-bi-dua 6 udløb bandets kontrakt med Polydor, og de etablerede i stedet deres eget pladeselskab kaldet Storkophon, som udgav de fire efterfølgende Shu-bi-dua-albummer. Begrundelsen for at oprette eget pladeselskab var at tjene flere penge. Gruppen oprettede samtidigt pladsselskabet GPZ (for gipsplader), men selskabet udgav intet materiale.
Gruppen voksede sig stor og populær, i den samme periode som Gasolin' havde deres slutsucces, og de kæmpede ofte om førstepladsen på hitlisterne. Særligt fra Gasolins side var der en del rivalisering imellem de to grupper, og de blev aldrig booket til samme sted eller til dobbeltkoncerter, på trods af at de havde den samme koncertarrangør, Knud Thorbjørnsen.

### Krise og udskiftning i bandet (1981 – 1983)
Gruppen udgav i de første mange år ét studiealbum om året. Efter at have haft den ene kommercielle succes efter den anden op gennem 1970'erne oplevede gruppen at det indre og ydre pres for at opnå succes, menneskeligt som musikalsk, øgedes væsentligt. Dette udviklede sig til interne opgør om retningen i bandet, hvilket igen førte til en større udskiftning. I sidste halvdel af 1981 blev Bosse Hall Christensen og Jens Tage Nielsen smidt ud af gruppen. Christensen blev smidt ud, fordi han havde udviklet et alkoholmisbrug og flere gange ikke dukkede op til indspilninger – så bl.a. Asmussen måtte spille trommer på et nummer – og Nielsen fordi han havde udviklet sceneskræk og stadig ville medvirke på indspilninger, men ikke ønskede at optræde. De blev erstattet med Kasper Winding og Willy Pedersen. Kim Daugaard forlod også gruppen i kølvandet på fyringerne, men han blev dog overtalt til at vende tilbage igen kort efter. I sin bog fra 2014 kritiserede Christensen bandet for efter fyringen ikke længere at være nytænkende, hverken sprogligt eller musikalsk - og på grund af dette mente han, at bandet mistede sit eksistensgrundlag.
Shu-bi-dua indspillede tre plader i starten af 1980'erne: Shu-bi-dua 8 (1982), Shu-bi-dua 9 (1982) og Shu-bi-dua 10 (1983), men særligt de to sidstnævnte bliver ofte rangeret som nogle af bandets mindre stærke albummer. 8'eren blev forudbestilt i 100.000 eksemplarer, og det blev det bedst sælgende album i 1982. 8'eren indeholdt populære Hardinger-sange, som bandet spillede i resten af sin levetid, f.eks. "We Wanna Be Free"  og "Costa Kalundborg".. 9'eren havde tilsvarende "Askepot" og en engelsk reggae-version af "Vuffeli-vov" kaldet "Dogshit in my garden"  og 10'eren "Folkevognen". Det tog alene et halvt år at udarbejde teksten til "Askepot". Nummeret "Ønskeslisten" blev brugt med en lidt anden tekst som intro til tv-julekalenderen Avisen med Jesper Klein i alle rollerne.

### Michael Bundesens exit ogShu-bi-dua 11(1984 – 1985)
Efter Shu-bi-dua 10 (1983) var Michael Bundesen kørt træt i Shu-bi-dua; på grund af mange koncerter, de senere års interne stridigheder og arbejdspresset ved at lave tre plader på under to år havde han brug for en pause. Derfor trak han sig ud af gruppen i 1984, da han fik et tilbud om at være med til at starte den københavnske tv-kanal Kanal 2 sammen med blandt andet Klaus Riskær Pedersen og Otto Reedtz-Thott. Hans sidste optræden med gruppen inden jobskiftet blev støttekoncerten Rock for Afrika i Idrætsparken i København den 21. september 1985. Efter koncerten blev Bundesen og Hardinger interviewet af Hans Otto Bisgaard – som var kommentator – og fortalte ham om beslutningen, men at Hardinger ville fortsætte gruppen.
Efter Bundesens exit valgte de resterende medlemmer i gruppen dog at prøve kræfter med pladen Shu-bi-dua 11 (1985), uden deres karakteristiske forsanger. I stedet var Hardinger i front, men dette blev aldrig nogen større succes, hverken blandt anmeldere eller publikum, og det solgte kun omkring 50.000 eksemplarer, hvilket var væsentlig mindre end tidligere albummer. Efterfølgende valgte Willy Pedersen at forlade bandet, idet det borgerlige liv var tillokkende, og han valgte at færdiggøre sin uddannelse som læge.

### Bundesens tilbagekomst,Shu-bi-dua 12ogDen Røde Tråd(1987 – 1989)
Efter knap fire år i tv-branchen vendte Michael Bundesen tilbage som frontmand for Shu-bi-dua i 1987, og han var glad for, at Shu-bi-dua havde fortsat trods sit exit. Dette blev markeret samme år med udgivelsen af albummet Shu-bi-dua 12. Albummet blev dog heller ikke nogen større succes trods hittet "Kor, kærlighed og klokkeklang". Shu-bi-dua 12 var et atypisk Shu-bi-dua-album, da der var mere melankoli over numrene, heriblandt "En sang for livet", som var første gang, at Shu-bi-dua sang om "triste, ulykkelige, smertefulde" emner, her aids. Søren Jacobsen spillede keyboards og guitar på albummet, og det blev det eneste album, hvor han medvirkede. I 1988 udkom opsamlingsalbummet 32 hits, som var den første gang, at gruppen udgav noget på CD i stedet for LP, og den bragte Shu-bi-dua tilbage på hitlisterne.
Efter Shu-bi-dua 12 realiserede gruppen i 1989 en gammel drøm om at gå til filmen. Det var Hardinger og Bundesens ide. Sammen med produceren Regnar Grasten udgav de filmen Den røde tråd - en film de selv skrev. Medlemmerne optrådte også i filmens centrale roller, sammen med blandt andre Ulf Pilgaard, Claus Ryskjær og Thomas Eje. En stor del af filmen blev optaget i Hornbæk, hvor der lå et pensionat, som gruppen lejede. Placeringen blev valgt blandt andet, fordi pensionatet lå tæt på vandet, og der var gode værtshuse i nærheden. Filmen fik en katastrofal modtagelse af anmelderne, og den blev heller ikke nogen kommerciel succes. Den bliver ofte nævnt som en af de dårligste danske film nogensinde. Filmen endte med at sælge 69.600 billetter, den er sidenhen blevet en kultfilm. På filmens premieredag spillede bandet en koncert på taget af Palads i København efter ønske fra Palads selv, hvor der kom over 20.000 mennesker, selvom Bundesen mest af alt ønskede at komme hjem. Det kom bag på Bundesen, at filmen fik hårde anmeldelser, mens Hardinger havde en mistanke om filmens kommende manglende succes. Instruktøren ønskede en Gøg og Gokke-inspireret film, hvilket ifølge Hardinger ikke var muligt grundet manglende skuespillerevner fra gruppens medlemmer med undtagelse af Asmussen.
I juni 1989 spillede bandet en koncert på Bellevue Strand, hvor der kom et sted mellem 50.000 og 100.000 mennesker, hvilket var særligt bemærkelsesværdigt, da Sanne Salomonsen, Anne Linnet og tv·2 spillede koncert samme aften på Helsingør Stadion. Bandet havde forinden koncerten været ude af offentlighedens søgelys i flere år. PB Action havde arrangeret koncerten med 50.000 watt højtalere, et større lys- og lasershow, DJ's, samtidig med at flere HT-busser blev sat ind for at fragte folk frem og tilbage fra København. Scenen var bygget midt på Staunings Plæne, således folk kunne sidde rundt omkring ned til vandet. Om aftenen har Bundesen påpeget, at "den aften var noget af det mest rørende, jeg nogensinde har oplevet. Sommerens hjerter, så varme, så glade", og bandet mente, at det var den bedste koncert, som de nogensinde har givet.
I 1989 fik gruppen også optaget tre sange i Højskolesangbogens 17. udgave. Sangene fik dog navn efter den første linje i teksten, og de var således "Se solen stiger op over bilkirkegården", ("Danmark" fra 78'eren), "Hvem mon man er før man blir til" ("Den røde tråd" fra 78'eren) og "Månemanden hænger i sin snor" ("Vuggevisen" fra Shu-bi-dua 6).

### Fornyet succes (1990 – 1996)
Shu-bi-duas plader solgte mindre godt end de foregående år efter 17 år som band, og Stefan Fryland fra Polygram mente da også, at gruppens storhedstid var ovre. Det var Benny Bach, som var medejer af Elap Music, dog ikke enig i, og han begrundede det manglende salg med, at Shu-bi-duas albummer kun var udkommet på LP'er, mens folk var skiftet videre til at benytte CD'er, for ifølge ham var der stadig musikalsk efterspørgsel efter gruppens udgivelser. For at Elap Music skulle kunne udgive gruppens albummer på CD'er krævede det dog, at gruppen købte sine rettigheder til de første albummer af Polygram. Fryland indvilligede i at tildele rettighederne til Shu-bi-dua gratis, og det banede vejen for, at gruppens albummer kunne genudgives som CD'er i 1990. Bundesen mente, at Benny Bach var "vores [Shu-bi-dua, red.] nye bedste ven, der måske mere end nogen anden sparkede liv i Shu-bi-dua igen. Ja, måske blev Benny Bach i virkeligheden den udefrakommende mand, der fik den største betydning i Shu-bi-duas historie. Til trods for, at Shu-bi-dua selv tvivlede på, at de kunne sælge mere 50.000 eksemplarer af deres gamle albummer, så havde de solgt 166.814 eksemplarer 9. december samme år, hvilket resulterede i, at gruppen tabte et væddemål med pladeselskabet, og at de derfor måtte optræde gratis ved til pladeselskabets julefrokost.
I 1991 blev det tredobbelte opsamlingsalbum Stærk tobak udgivet, og selvom Shu-bi-duas egne medlemmer ikke mente, at det vil sælge særlig godt, blev der ikke desto mindre solgt over 175.000 eksemplarer. Gruppen blev atter sendt til tops på hitlisterne med udgivelsen af Shu-bi-dua 13 i 1992. Ikke mindst nummeret "Sexchikane" blev et stort hit, og gruppen modtog prisen for "Årets Dansk Hit" ved Danish Music Awards i 1993 for sangen. Melodien stammede fra Miriam Makebas sang "Pata Pata", hvilket blev en inspiration, da Bundesen i sit arbejde hos DR "elskede hende". Albummet solgte 240.000 eksemplarer i 1992, og det var det absolut bedst sælgende album i Danmark dette år. Det har siden solgt sammenlagt over 300.000 eksemplarer. Oven på succesen med Shu-bi-dua 13 udgav gruppen albummet Vi finner oss ikke i sexsjikane... i Norge, som udover hittet "Sexchikane" også indeholdt en række af gruppens tidligere hits, heriblandt "Fed rock" og "Den røde tråd", og der blev ikke indspillet specielle versioner til det norske album. Albummet gik ind som nummer et på norske airplay-lister for mest spillede plader. Albumcoveret var det samme som for 13'eren, men med den norske titel skrevet på forsiden.
De følgende år fulgte en tid med masser af koncerter og albumudgivelser. I april 1993 udkom Shu-bi-dua 14, der modtog gode anmeldelser. På opfordring fra Hardinger blev albummet optaget i San Diego, og albummet solgte 105.000 eksemplarer i forsalg og knap 300.000 eksemplarer samlet set. Senere i 1993 udkom også julealbummet Shu-bi-40 indspillet i reggaestil. Året efter udkom live-udgivelsen Live og glade dage, der var en dobbelt CD, som indeholdt optagelser fra Tivoli i 1992, Jelling Musikfestival i 1993 og Midtfyns Festival i 1994. Gruppen oplevede således en ny storhedstid både på plade- og koncertfronten til og med Shu-bi-dua 15 i perioden 1995-96. I 1996 udkom opsamlingsalbummet Femten skarpe skud, der indeholdt 15 numre fra bandets udgivelser fra perioden 1973-1993.

### Hardingers exit og 25 års jubilæum (1997 – 1998)
Ved indvielsen af jernbaneforbindelsen over og under Storebælt den 1. juni 1997 spillede Shu-bi-dua på en togvogn, der kom kørende op fra det sydlige tunnelrør, kort efter at Dronningen havde klippet snoren. Det var ikke annonceret på forhånd, at Shu-bi-dua skulle optræde. De havde i forbindelse med åbningen skrevet en ny tekst til sangen "Sorgenfri" fra Shu-bi-dua 7 (1980), som fik titlen "Tunnelåbningssangen". Bandet spillede desuden sangen "Danmark", og mens de sang denne sang, fløj to hvide duer henover området. Bandet sluttede af med "Fed rock".
Gruppens 16. studiealbum Shu-bi-du@ 16 var udkommet et par måneder før, 4. april 1997. Det modtog blandede anmeldelser. Sammen med DR oversatte Shu-bi-dua det 16. studiealbum til musik-sketches, der blev sendt lørdag den 19. april 1997. På præcis en måned havde albummet solgt platin (50.000 eksemplarer), og i starten af juli samme år opnåede albummet dobbelt-platin, hvilket svarede til 100.000 solgte eksemplarer. Omkring indspilningerne til gruppens 16. studiealbum opstod der uenighed om gruppens fremtidige musikalske kurs, og kemien mellem Michael Hardinger og forsanger Michael Bundesen forværredes betydeligt. Hardinger, der siden 1992 havde boet i USA, valgte derfor at forlade bandet i 1997 efter 24 år i Shu-bi-dua, idet han i et stykke tid havde ønsket at gå en anden musikalsk vej end resten af bandet. Ifølge Thorup så orkede "han ikke at slås med Bunden længere; han var træt af rutinerne, musikken og de ufarlige tekster." Bruddet førte til en krise, der fik gruppen til gøre sig overvejelser for fremtiden. Resultatet blev dog, at Shu-bi-dua valgte at fortsætte med guitaristen Ole Kibsgaard i stedet for Hardinger, på trods af at han i første omgang ikke havde lyst, fordi han skulle lave Kaj og Andrea for DR. Kibsgaard endte i høj grad med at fortsætte dét partnerskab med Bundesen, som Hardinger tidligere havde haft.
Shu-bi-dua havde gennem flere år holdt en årlig eftermiddagskoncert i Tivoli, men i 1997 startede Fredagsrock på Plænen i Tivoli, og de brød dermed med traditionen og optrådte for første gang om aftenen – for mellem 35.000 og 40.000 mennesker. Bandet fik etableret sig som en tilbagevendende del af koncertrækken. Ifølge Bundesen og Hardinger blev Tivoli en form for niché for bandet. Frem til 2011 nåede gruppen at optræde ni gange til Fredagsrock, hvilket kun Big Fat Snake også havde gjort. Inden da havde gruppen dog spillet i Tivoli mange gange ved forskellige lejligheder.
Gruppens 25 års jubilæum blev markeret i 1998 ved udgivelsen af det tredobbelte album Shu-bi-læum. Albummet indeholdt en CD med gruppens største hits, en CD med forskellige særnumre, liveoptagelser og lignende, samt en CD med fire medley-numre, hvor flere af gruppens sange var sat sammen.

### Shu-bi-dua 17ogDen store Shu-bi-dua(1999 – 2004)
Shu-bi-dua forsatte sit virke med pladeudgivelser, heriblandt studiealbummet Shu-bi-dua 17, der udkom den 10. oktober 2000. Albummet fik blandede anmeldelser. De spillede også en del koncerter, og fra slutningen af 1980'erne og frem til begyndelsen af 2000'erne spillede de for mellem 500.000 og 750.000 mennesker hvert år. I slutningen af 2000 valgte keyboardspilleren Jørgen Thorup at forlade bandet, fordi han syntes, det var blevet for hårdt "at skulle leve så tæt med andre folk og deres særheder", Michael Bundesen argumenterede for, at Thorup ønskede at ændre nogle af de økonomiske aftaler, som bandet havde indgået, og da det ikke lykkedes, valgte han i stedet træde ud af Shu-bi-dua. Han blev erstattet af Jacob Christoffersen. Efter sit exit fra gruppen udgav Thorup året efter, den 16. oktober 2001, bogen Femten år med Shu-bi-dua om sine år med bandet. Denne bog var stærkt kontroversiel og udstillede gruppens interne skænderier og uenigheder, ikke mindst musikalsk. Michael Bundesen udtalte om bogen, at "Jeg kan aldrig tilgive det. Kommer aldrig nogensinde til det", da han ifølge Bundesen havde brudt "det vigtigste kodeks i Shu-Bi-Dua: 'Det, der bliver sagt bag døren, bliver bag døren'" og dermed havde misbrugt hans fortrolighed.
I 2002 udkom bogen Den store Shu-bi-dua med tekster og noder til første vers på gruppens samlede værker fra 1973-2001 på forlaget Lindhardt og Ringhof. I anledning af Shu-bi-duas 30-års jubilæum producerede DR dokumentaren Shubidua - tanketorsk eller stjerneskud i 2003. Programmet gennemgik bandets historie med arkivklip, interviews med tidligere og daværende medlemmer, særligt Bundesen og Hardinger, og fortalte om deres op- og nedture. Samme år udkom også bokssættet Shu-bi-dua 200 med 200 af gruppens sange, ligeledes i anledning af 30-året for dannelsen af bandet. Det strøg direkte ind på førstepladsen af den danske hitliste ved udgivelsen, og efter godt fire uger havde albummet solgt 80.000 eksemplarer. I september 2003 havde salget rundet 110.000 eksemplarer.
Den 8. august 2004 spillede gruppen deres store hit "Sexchikane" på Smukfest i Skanderborg i forbindelse med festivalens 25 års jubilæum-jubilæumskoncert, kaldet Danmarks Smukkeste Koncert, hvor det største danske hit fra hvert år festivalen havde eksisteret blev opført med de oprindelige grupper, som havde fremført sangen. "Sexchikane" blev spillet for året 1992. I december samme år udkom albummet Symfo-ni-dua, som bl.a. var optaget i Ledreborg Slotspark som en del af en Slotskoncert med Radiounderholdningsorkestret, hvor deres samarbejde med klassisk musik blev rost.

### Shu-bi-dua 18, kulturkanon og opsamlingsbokse (2005 – 2010)
Gruppens 18. album udkom den 2. maj 2005 under navnet Shu-bi-dua 18. Det var gruppens eneste konceptalbum, idet pladen indeholdt tekster, som var frit fortolket efter H.C. Andersens eventyr. Hardinger, som egentlig havde forladt bandet i 1997, medvirkede som gæstemusiker på både guitar og baggrundsvokal. Allerede inden udgivelsen havde albummet solgt 30.000 eksemplarer, men det fik dog blandede anmeldelser. I november samme år forlod Claus Asmussen bandet efter mere end 30 sammenhængende år i Shu-bi-dua. Ifølge Bundesen var det, fordi bandet var uenige om forretningen Shu-bi-dua, og Bundesen valgte derfor, at Asmussen ikke længere skulle være en del af bandet.
Ved lanceringen af kulturkanon i 2006 var gruppen repræsenteret med sangen "Danmark", fra deres femte album, 78'eren (1978), som en af de 12 evergreens på listen. Netop denne sang bliver af nogle betegnet som en uofficiel dansk nationalsang.
I 2009 dannede Hardinger, Christensen og Daugaard, Gorm Bull Sarning og Daugaards søn, Kasper Daugaard, kortvarigt en gruppe kaldet Einstein, der udgav en enkelt single kaldet "Alhambravej" inden den gik i opløsning igen. Dette havde dog ikke nogen større betydning for gruppen, og året efter udgav den de to bokssæt Shu-bi-dua 1-9 og Shu-bi-dua 10-18. Førstnævnte formåede at nå andenpladsen på den danske albumhitliste lige efter Kim Larsens album Mine damer og herrer. Alle albummer blev remastered og ekstra bonusnumre blev inkluderet. Hele bagkataloget kom desuden i samlet boks, inklusive live-pladen Leif i Parken og filmen Den røde tråd på DVD. Der fandtes før boksen stadig to af gruppens numre, der officielt var udgivet på vinyl, men aldrig på CD; det ene var "Laila", der blev inkluderet som bonus på Shu-bi-dua 1, og det andet var gruppens udgave af julesangen "Det kimer nu til julefest", som stadig kun findes på en single fra 1973. Samme år udgav gruppen også en række små film på YouTube, hvor Bundesen og Hardinger kort gennemgik alle deres studiealbummer. Endnu et udbryderband så dagens lys i slutningen af 2010, da Bundesen, Hardinger og Daugaard sammen med Tania Ovesen i november udgav sangen "Nedtur" om finanskrisen i et engangssamarbejde kaldet Krisekoret.

### Bundesens sygdom og bandets ophør (2011)
Torsdag den 19. maj 2011 blev Michael Bundesen ramt af en blodprop i hjernen, mens han var hjemme hos sig selv. Han blev fundet af Ole Stephensens hustru, som ringede efter hjælp. Blodproppen medførte at gruppen måtte aflyse den forestående sommerturne. Derudover måtte gruppen droppe arbejdet med Shu-bi-dua 19, som skulle have været udkommet senere samme år. Desuden blev Bundesen lam i venstre side af kroppen, og han måtte igennem et langt genoptræningsforløb,
inden han i 2017 fortalte at han havde mistet evnen til at synge, og at han i stedet havde startet en karriere som kunstmaler.
Gruppens medlemmer blev spredt efter Bundesens sygdom, da de alle anerkendte, at gruppen ikke kunne fortsætte uden ham som forsanger. Således arbejdede Kibsgaard som freelance musiker; Daugaard, der er uddannet tandlæge, fik arbejde på Tandlægehøjskolen og Christoffersen, som tidligere havde været jazzpianist, havde søgt tilbage til jazzen.

### Eftermæle (2012-)
For at fejre 40-året for bandets grundlæggelse blev dobbeltalbummet 40 års Shu-bi-læum udgivet i efteråret 2013 med gruppens hits fra deres 18 studiealbummer. Albummet nåede to uger på andenpladsen på den danske albumhitliste, og var på årshitlisten i både 2013 (som nr. 12), 2014 (som nr. 63) og i 2016 (som nummer 97). Albummet solgte platin. Ved Danish Music Awards samme år modtog Shu-bi-dua en Ærespris, som blev overrakt til Michael Hardinger, Kim Daugaard og Michael Bundesen. Sidstnævnt modtog store klapsalver, da han mødte frem på scenen, i kørestol, for første gang siden sin blodprop.
En lang række af bandets sange dannede rammen om en fortælling i musicalen Shu-bi-dua - The Musical, som havde præmiere på Fredericia Teater den 25. september 2015. Ved denne begivenhed var Michael Bundesen, Michael Hardinger, Claus Asmussen, Jens Tage Nielsen, Bosse Hall Christensen og Niels Grønbech samlet, hvilket var den oprindelige sammensætning af gruppen plus Asmussen, og de blev hyldet på scenen efter forestillingen for deres bidrag til dansk musik. Forestillingen solgte 30.000 billetter i forsalg, hvilket gjorde den til den hurtigst sælgende i teatrets historie. Den blev godt modtaget af anmelderne, og i alt så 170.000 mennesker forestillingen, der var kraftigt medvirkende til, at Fredericia Teater i 2015 kunne notere et overskud på 2,5 mio. kr. efter flere år med underskud.
Dokumentarfilmen Fluer i Kødbyen blev sendt på DR2 12. november 2016, og den viste en mørkere side af bandet med interne stridigheder, alkoholmisbrug og sceneskræk. Udsendelsen fik en konflikt mellem Christensen og Hardinger til at blusse op igen, og Christensen skrev bl.a. om Hardinger på Facebook, at "Jeg synes, det ville klæde ham at holde sig til sandheden og give os andre den anerkendelse, vi vitterligt fortjener". To år senere, i 2018, tilrettelagde radioværten Dan Rachlin radioprogrammet Ærligt talt - Shu-bi-duas historie fortalt af Michael Bundesen, som blev sendt på DR P5. I de fem afsnit interviewede Rachlin bandets tidligere forsanger Bundesen om hans tid i bandet og Shu-bi-Duas historie, sammen med lydklip af Hardinger, Jørgen de Mylius og en række af gruppens sange. Programmet blev efterfølgende udgivet som podcast. I november samme år udkom Højskolesangbogen for børn, hvor Shu-bi-duas "Midsommersangen" var med under titlen "Vi elsker vort land".
Shu-bi-duas musik er siden videreført i de to bandkonstellationer Hardinger Band (med bl.a. Michael Hardinger, Jørgen Thorup og Kim Daugaard) og Shu-bi Or Not Shu-bi (med bl.a. Claus Asmussen og Bosse Hall Christensen). Den 3. november 2017 udkom albummet Sym-fo-19 med Hardinger Band, som ifølge Hardinger selv var en afrunding af og et endegyldigt farvel til Shu-bi-dua-epoken. Albummet bestod af numre med melodier af Shu-bi-dua-demoer fra 1970'erne, 1980'erne og 1990'erne tilsat nyere sangtekster. I januar 2018 havde udgivelsen solgt guld. Yderligere har flere af Shu-bi-duas medlemmer, efter gruppens opløsning, udgivet bøger om deres tid i gruppen, heriblandt Hardinger (2013), Hall Christensen (2014), og Bundesen (2018).
I oktober 2023 annoncerede Royal Arena at man 3. februar 2024 ville afholde et hyldestshow for Shu-Bi-Dua, for at fejre 50-året for udgivelsen af deres første album. Det bestod af Rasmus Bjerg, Bobo Moreno, Martin Brygmann, Birthe Kjær, JJ Paulo, Djämes Braun og Ida Corr samt det tidligere medlemmer Michael Hardinger og Jørgen Thorup, som fremførte en række af gruppens sange. Michael Carøe var vært GAFFAs anmelder gav showet fire ud af seks stjerner.

## Musikalsk stil
I de første år omskrev Shu-bi-dua hovedsageligt gamle rock-evergreens, fortrinsvis af amerikansk oprindelse. Efter de første plader har de dog mest spillet egne kompositioner. Fælles for alle numre er brugen af gruppens egne, primært danske tekster. I nogle få sange bruges et andet sprog end dansk, hvilket bl.a. tæller engelsk i "Fuck You" og i omkvædet på "We Wanna Be Free" og "We are Together", spansk i "El nossa de la para puerto", italienske gloser i "Parliamo italiano" og svensk i "Karl-Oscar".
Mange af gruppens tekster var "undersat" til dansk, eksempelvis i "Foggin' rap", hvor ordet fuck, som var populært blandt rappere, bliver brugt som "fog" (tåge eller røg) så en "fogger" er en røgmaskine, således at motherfucker er en stor røgmaskine. Deres måde at lege med sproget er blevet sammenlignet med den senere rapgruppe Malk de Koijn. Deres filologiske udfoldelser blev i 2008 genstand for et forskningsprojekt fra Københavns Universitet, hvor man bl.a. fandt at bandet var særligt stærke rent morfologisk, hvor sammensatte ord deles op og flyttes rundt, og at de brugte haplologi, hvor to enslydende stavelser fra hvert sit ord falder sammen til én, og rimtilpasning i deres tekster, samt at bandet har skabt en lang række ord som "Fruherre", "generatorbouillon", "nifle" og "midnatslusker", som er kommet til at indgå i det danske sprog. Ligeledes konkluderede man, at bandet i større grad end noget andet band havde haft indflydelse på det danske sprog. I en analyse fra 2017 udført af musikmagasinet GAFFA fandt man, at 28% af ordene i gruppens tekster var unikke, dvs. at de kun optrådte én gang. Dette var kun overgået af C.V. Jørgensen. Sprogteknisk har Shu-bi-dua ifølge Farø og Lorentzen "[...] fået flere generationer til at tænke over sproglige fænomener ved at sætte kraftigt fokus på dem og ved at udnytte sprogets strukturer og muligheder til det yderste - og også derudover".
Teksterne blev i begyndelsen skrevet i fællesskab omkring et bord, hvor Hardinger ofte havde lavet melodien på forhånd. Bundesen tog noter, men valgte i mange tilfælde den endelige tekst, fordi det var vigtigt for ham, at den skulle "være sangbar", da det var ham, der skulle synge den. På mange af de første plader var det især Bundesen, Nielsen, Christensen og Hardinger, der skrev sangene. Nogle sange blev til på meget kort tid, som bl.a. "Den røde tråd", som Hardinger skrev melodi til, mens Bundesen, Hardinger og Nielsen forfattede teksten på omkring 10 minutter, og "Midsommersangen", hvor gruppen havde teksten fra Holger Drachmanns "Midsommervisen", men hvor melodien blev skrevet af Hardinger på omkring 30 minutter, mens andre sange tog meget lang tid at færdiggøre, som bl.a. "Askepot" der tog omkring et år, fordi de ikke kunne finde en passende afslutning.
Gruppen fik hurtigt etableret en stil, der var kendetegnet af korarrangementer, som ofte er mere end "syngeord" som uhhh, men hvor koret kan kommentere eller svare på teksten, Bundesens let genkendelige stemme og brugen af akustisk guitar på rocknumre. I de første mange år udsendte de ét nyt studiealbum om året.

### Inspiration
Bundesens store idol var Elvis Presley, mens Hardinger havde Chuck Berry som forbillede. Særligt på de første plader lånte bandet også ideer fra The Eagles. Blandt øvrige inspirationskilder har gruppen bl.a. nævnt Allman Brothers, The Beach Boys, The Beatles, Bee Gees, Steely Dan, og The Eagles.
Bundesen og Hardinger havde begge været inde og se The Beatles koncert i KB Hallen den 4. juni 1964, og den havde i høj grad præget navnlig Hardinger, idet han før koncerten havde haft en plan om at blive læge eller dyrlæge, men oplevelsen fik ham til at ville leve af at spille i band. Bundesen har ligeledes udtalt, at koncerten "var en åbenbaring". Da Hardinger opdagede The Eagles betød det også meget for gruppens musik, idet den akustiske guitar begyndte at fylde mere, som f.eks. i "Hvalborg", og flere af gruppens sange er ifølge Bundesen "tjekket direkte ud af "Hotel California". I begyndelsen af karrieren var det særligt Elvis, som Bundesen havde som forbillede, og senere blev det The Beatles. Inden han kom i gang med sin professionelle karriere havde Bundesen optrådt på Dyrehavsbakken i en alder af 14-15 år, og han havde haft et mål om at blive "den danske Elvis". Ifølge Hardinger var det eneste af gruppens favoritbands, som man ikke rigtig hører i Shu-Bi-Duas musik Steely Dan, da det "kun var Kim Daugaard, der kunne finde ud af at spille det."
I starten af gruppens karriere brugte de en række af deres idolers sange som basis for deres danske undersættelser, men Shu-bi-dua har også skrevet numre om nogle af dem; om The Beatles skrev de sangen "Nappa og nylon" på Shu-bi-dua 4 (1977) og Bee Gees fik nummeret "Brdr. Gebis" fra Shu-bi-dua 6 (1979). De har også forsøgt sig med parodier eller efterligningerne af andre danske kunstnere som Kim Larsen i sangen "Lige ud af landevejen" og C.V. Jørgensen i sangen "Jeg bli'r så deprimeret".

### Temaer
Generelt lavede bandet sange om en meget lang række emner. Gruppen lavede sjældent egentlige kærlighedssange (eksemplerne tæller dog bl.a. "Basuner og engle" fra Shu-bi-dua 4 og "Kor, kærlighed og klokkeklang" fra Shu-bi-dua 12). Til gengæld omhandler en lang række af deres numre dyr, enten som hovedtema eller blot nævnt i teksten, hvilket blandt andet tæller store hits som "Rap jul", "Hvalborg" og "Vuffeli-vov". Nogle sange havde et samfundskritisk indhold som eksempelvis "Askepot" (om mode og særligt firmaet Lacoste), "Den himmelblå" (julens forbrugsfest), "Dyrt men dejligt" (om overforbrug), "Minus til plus" (om reklamer), "Den lille mands sang" (om omskæring), "Ronald og Leonid" (om Leonid Bresjnev, Ronald Reagan og den kolde krig), "Hvalborg" (om hvaldrab), "Manden på bænken" (om hjemløse) og "Den anonyme dranker" (om alkoholisme). Bandet lavede også sange om aktuelle begivenheder eller ny teknologi som "Costa Kalundborg" (om klimaforandringer og forurening i ozonlaget), "En sang for livet" (om AIDS) og "Telefon" (om mobiltelefonen).
Ifølge Bundesen forsøgte bandet så vidt muligt at lave tekster om emner, der var tidsløse, så de også kunne høres mange år efter, og helst ikke direkte om personer, selvom de dog gjorde undtagelser nogle gange med bl.a. "Pigen fra Sandbjerggård" (om Janni Spies), "Sorgenfri" (om dronning Margrethe 2.), "Ballade på Fuckingham" (om Prins Charles), "Billen på Bladet" (om Torben Bille) og "10 ? → Tina" (om Tina Kjær).

### Musikgenrer
Gruppen var med til at bringe rockmusik ind på dansktophitlisten, og i 1992 var det Shu-bi-duas sang "Sexchikane", der var årets mest populære sange på denne hitliste.
Selvom rock var gruppens hovedfokus begyndte de også at skrive mere poppede numre i takt med, at de højere grad producerede deres egne kompositioner. Shu-bi-dua har dog også indspillet numre i en lang række andre stilarter og musikgenrer heriblandt blues ("Tynd blues"), country ("Coffeville" og "Vuffeli-vov", "Knuden"), swing/jazz ("De tre små grise"), reggae ("Dogshit in my garden" og hele Shu-bi-40), keltisk musik ("Den lille mands sang"), tango ("Tango jalousi"), samba-, calypso og latininspirerede numre ("We Wanna Be Free", "Klodekundskab", "Rom & cola" og "Karneval"), ska ("Dans med dig"), disko ("Fiske-disk"), funk ("Rund funk"), rap ("Foggin' rap" og "Rap rap"), heavy rock ("Hey, vi kan ikke rokke med ørene"), ballader ("We are Together"), gospel ("Mos på din gravsten"), spoken word ("Små duppeditter der smager af salt"), elementer af klassisk musik ("Minus til plus") og opera ("Melankolini" og "Vi elsker rock").

## Anerkendelse
Shu-bi-dua opnåede stor popularitet i 1970'erne og et stykke ind i 1980'erne, hvor de var blandt de mest populære kunstnere på den danske musikscene, og under deres anden storhedstid i første halvdel af 1990'erne havde de ligeledes travlt med koncerter. Sammenlagt har gruppen solgt over seks millioner albummer, hvilket gør dem til det bedst sælgende navn i Danmark nogensinde. Gruppens største kommercielle succes blev Shu-bi-dua 4 (1977), der siden udgivelsen har solgt over 500.000 eksemplarer, og dermed er blandt de bedst sælgende danske albummer nogensinde. Shu-bi-dua 6 (1979), Shu-bi-dua 8 (1982) og Shu-bi-dua 13 (1992) blev de bedst sælgende albummer i Danmark i deres respektive udgivelsesår. Ifølge Stig Ulrichsen, der var promotionmanager på Shu-bi-duas pladeselskab CMC, så udgav de aldrig et album, som solgte under 50.000 eksemplarer, og flere af deres opsamlingsalbummer solgte ligeledes i mange eksemplarer og kom på albumhitlisterne.
I bogen Ti år med Shu-Bi-Dua fra 1984 af Dan Turèll skrev forfatteren: "Når Shu-Bi-Dua er bedst, er de hele Den Danske Sangskat i ét, ekkoer, halvglemte erindringer fra morgensangen, Grundtvig-biklange, Tivoligarde, spejdersang." De er også blevet kaldt for "en institution i dansk rock- og pophistorie" og en "institution i dansk musik". Jarl Friis-Mikkelsen kaldte dem "musikalske kronikører", og han sagde, at de i 20 år havde "taget pulsen på Danmark", da gruppen var med i hans talkshow kaldet Talkshowet i 1993.
En række af bandets sange er ligeledes blevet bredt anerkendte på forskellig vis, og visse sange omtales nogle gange som et nationalklenodie. "Danmark" blev i 2006 inkluderet i den danske Kulturkanon. Sangen bliver af nogle betegnet som en uofficiel dansk nationalsang. Sammen med "Den røde tråd" og "Vuggevisen" blev "Danmark" optaget i Højskolesangbogen i 1989. I den 18. udgave, der udkom i 2006, var det dog kun "Danmark", der var med. Til gengæld kom "Midsommersangen" med i Højskolesangbogen for børn i 2018. "Midsommersangen" har i 2010'erne været på singlehitlisten to gange i forbindelse med sankthans, hvor den ofte synges enten sammen med eller i stedet for Holger Drachmanns "Midsommervisen". Gruppens sange er også med i børnesangbogen Alle børn synger fra 2007. I 19. udgave af Højskolesangbogen var "Danmark" fravalgt sammen med 121 andre sange.
"Sexchikane" var den mest populære sang på Dansktoppen i 1992, og den modtog prisen for "Årets Danske Hit" ved Danish Music Awards året efter. I 2003 blev "Den røde tråd" stemt ind som den bedste Shu-bi-dua-sang nogensinde på hjemmesiden www.shubidua200.dk, som blev oprettet i forbindelse med udgivelsen af Shu-bi-dua 200. Blandt gruppens egne medlemmer er denne sang også blevet beskrevet som "den ultimative Shu-bi-dua-sang". I april 2018 udgav Nordjyske en top 10 over de største danske hits nogensinde baseret på salgstal, hitlisteplaceringer, kunstnerkarrierer og resultater fra en lytterafstemning på radionordjyske.dk, hvor "Den røde tråd" var nummer otte. Julesangen "Den himmelblå" fra Shu-bi-dua 7 (1980) var den 7. mest spillede julesang i Danmark perioden 2008-2012. I 2013 var sangen den 7. mest streamede julesang, og i 2014 var sangen nummer 15 på listen over de største julehits på Radio Alfa. Desuden kom den på singlehitlisten i både 2016, 2017 og 2018 med højeste placering som nummer 26 i januar 2018.
I 1975 udgav Birgit Lystager sangen "Sauna", som var en dansk udgave af Creedence Clearwater Revivals sang "Proud Mary", som sandsynligvis var inspireret af Shu-bi-dua, der på dette tidspunkt havde haft succes med at undersætte adskillige engelske sange. Teksten, som var skrevet af Viggo Happel, havde bl.a. omskrevet den oprindelige tekst "rolling on the river" til "Roland, hvor det river".
Ved premieren på Shu-bi-dua - The Musical på Østre Gasværk i København i januar 2016 udtalte Keld Heick, at han var inspireret af Shu-bi-duas måde at skrive tekster på, da han skrev "Disco Tango" til Tommy Seebach, som vandt Dansk Melodi Grand Prix 1979. Ligeledes udtalte Lina Rafn fra bandet Infernal, at hun som barn havde været kæmpe fan af bandet. Til gengæld har Erik Clausen i 1984 udtalt, at han "ser Shu-Bi-Dua som et børneorkester" i et interview med musikmagasinet GAFFA, idet det efter Clausens mening ikke var kunst på linje med tv·2 og Bruce Springsteen.

### Priser
- 1993: "Sexchikane" – Årets Dansk Hit ved Danish Music Awards
- 1997: Livsglædens Pris fra Simon Spies Fonden[304][305][306]
- 2013: Ærespris ved Danish Music Awards

## Medlemmer
- Michael Bundesen (vokal), 1973-1984, 1987-2011
- Michael Hardinger (guitar/vokal), 1973-1997 (+ tekstforfatter/komponist og gæstemusiker 2005 og 2010)
- Paul Meyendorff (guitar), 1973-1974
- Niels Grønbech (bas), 1973-1977
- Bosse Hall Christensen (trommer), 1973-1981 (+ tekstforfatter 1985)
- Jens Tage Nielsen (keyboard), 1973-1981
- Claus Asmussen (guitar/vokal), 1975-2005
- Kim Daugaard (bas/vokal), 1977-2011
- Kasper Winding (trommer), 1981-1984
- Willy Pedersen (keyboard), 1981-1986
- Paul Callaby (trommer), 1984-1988
- Jørgen Thorup (keyboard/vokal), 1987-2000
- Søren Jacobsen (keyboard/guitar), 1987-1988
- Peter Andersen (trommer/vokal), 1988-2011
- Ole Kibsgaard (guitar/vokal), 1997-2011
- Jacob Christoffersen (keyboard/vokal), 2001-2011

## Diskografi
- Shu-bi-dua, 1974
- Shu-bi-dua 2, 1975
- Shu-bi-dua 3, 1976
- Shu-bi-dua 4, 1977
- 78'eren, 1978
- Shu-bi-dua 6, 1979
- Shu-bi-dua 7, 1980
- Shu-bi-dua 8, 1982
- Shu-bi-dua 9, 1982
- Shu-bi-dua 10, 1983
- Shu-bi-dua 11, 1985
- Shu-bi-dua 12, 1987
- Shu-bi-dua 13, 1992
- Shu-bi-dua 14, 1993
- Shu-bi-40, 1993
- Shu-bi-dua 15, 1995
- Shu-bi-du@ 16, 1997
- Shu-bi-dua 17, 2000
- Shu-bi-dua 18, 2005

I 2010 udkom alle gruppens album i remastered CD-udgaver med bonusnumre.

### Andre medier
- Blauenfeldt, Jens; Overbjerg, Lotte (2003). Shu-Bi-Dua - Tanketorsk eller Stjerneskud. DR.
- Rachlin, Dan; Bundesen, Michael (2017a). Ærligt talt - Shu-bi-duas historie fortalt af Michael Bundesen 1:5. DR.
- Rachlin, Dan; Bundesen, Michael (2017b). Ærligt talt - Shu-bi-duas historie fortalt af Michael Bundesen 2:5. DR.
- Rachlin, Dan; Bundesen, Michael (2017c). Ærligt talt - Shu-bi-duas historie fortalt af Michael Bundesen 3:5. DR.
- Rachlin, Dan; Bundesen, Michael (2017d). Ærligt talt - Shu-bi-duas historie fortalt af Michael Bundesen 4:5. DR.
- Rachlin, Dan; Bundesen, Michael (2017e). Ærligt talt - Shu-bi-duas historie fortalt af Michael Bundesen 5:5. DR.
- Køster-Rasmussen, Janus (2016). Fluer i Kødbyen - Historien om det originale Shu-Bi-Dua. DR.
- Mørch, Charlotte; Hardinger, Michael (2018). Mig og Musikken: Michael Hardinger. DR.